# Margareta Češka
Margareta Češka, znana tudi kot Margareta Luksemburška (češko Markéta Lucemburská, madžarsko Luxemburgi Margit) je bila po poroki z ogrskim kraljem Ludvikom I. kraljica žena Ogrske, * 24. maj 1335, † 1349 (pred oktobrom). 
Bila je drugi otrok Karla IV. Luksemburškega, cesarja Svetega rimskega cesarstva,  in njegove prve žene Blanke Valoijske. Margareta je bila iz Luksemburške dinastije. 

## Življenje
Margareta je bila drugi otrok iz očetovega prvega zakona. Pri dveh letih so jo zaročili z Amadejem VI., grofom Savojskim. Zaročno pogodbo so podpisali 7. marca 1338 in jo kasneje razdrli. Amadej se je poročil z Margaretino sestrično Bono Burbonsko.
Pri sedmih letih so jo leta 1342 poročili z Ludvikom I. Ogrskim.
Zakon je trajal sedem let. V zakonu ni bil rojen noben otrok, verjetno zaradi njene mladosti. Umrla je leta 1349, stara okoli 14 let. Pokopana je bila verjetno v baziliki Marijinega vnebovzetja v Székesfehérváru. Ovdoveli  Ludvik I. se je nekaj let kasneje poročil z Elizabeto Kotromanić, hčerko bosanskega bana Štefana II. Kotromanića. 